# سعيد رشيدي
سعيد رشيدي (بالفرنسية: Saïd Rachidi)‏ (مواليد 14 يوليو 1986) هو ملاكم فرنسي من أصول مغربية، مثّل بلاده في الألعاب الأولمبية الصيفية 2008.

## روابط خارجية
سعيد رشيدي على موقع بوكس ريك (الإنجليزية) (registration required)
- سعيد رشيدي على موقع اللجنة الأولمبية الدولية (الإنجليزية)
- سعيد رشيدي على موقع أوليمبيديا (الإنجليزية)